# Anders Roslund

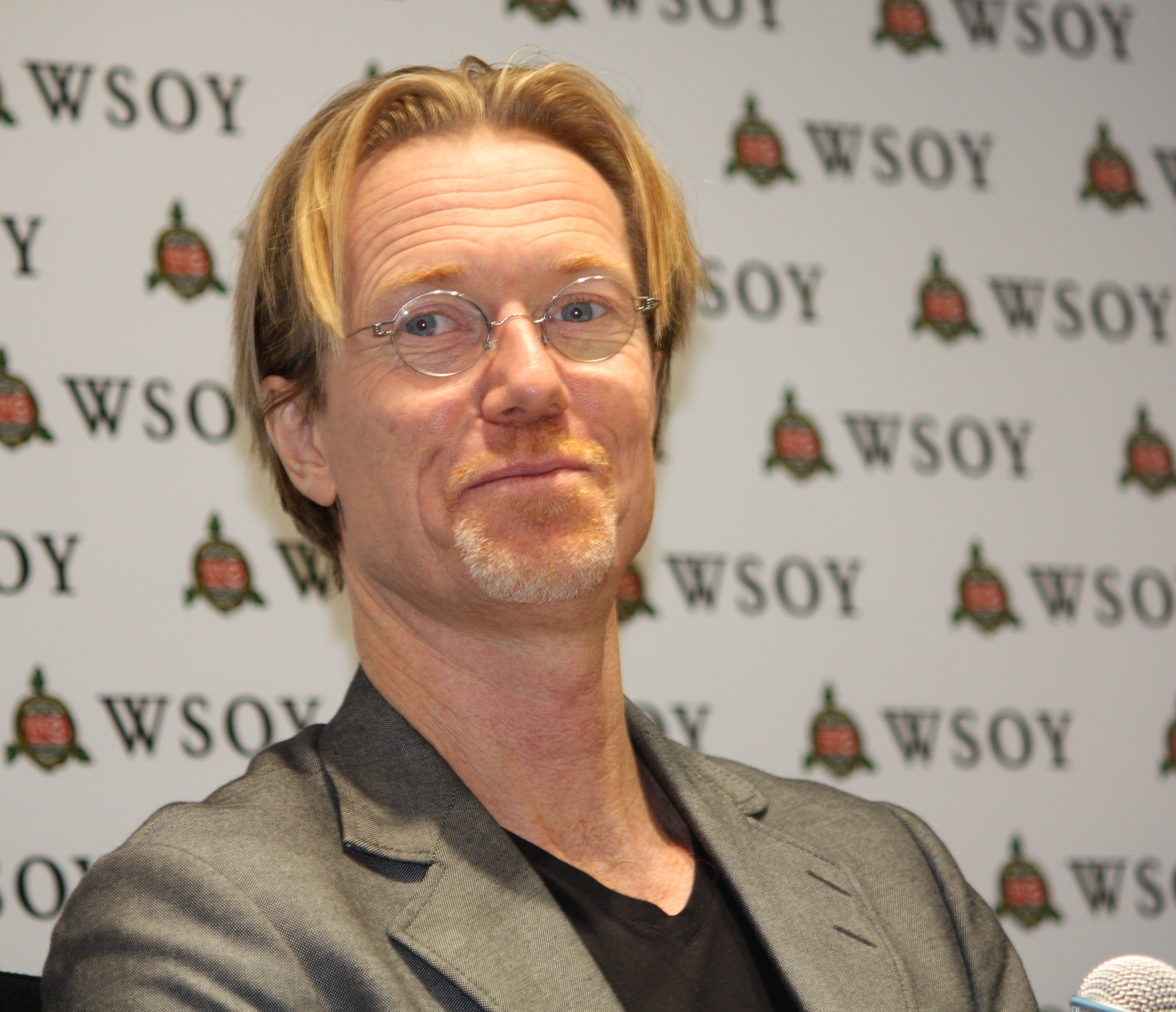
Anders Roslund, 2011

Anders Roslund (* 1. Januar 1961 in Jönköping) ist ein schwedischer Journalist und Krimiautor. Er ist vor allem für seine Kriminalromane mit Börge Hellström sowie seine Romane mit Stefan Thunberg, die in Deutschland unter dem Pseudonym Anton Svensson veröffentlicht wurden, bekannt.

## Leben
Anders Roslund begann seine Karriere als Journalist beim schwedischen Fernsehen. Er war dort als Redakteur, Produzent und Regisseur für Dokumentarfilme tätig. Als Journalist war er vor allem investigativ tätig. In seiner Heimat wurde er mehrfach ausgezeichnet. Er erhielt unter anderem den Journalistenpreis der schwedischen Gewerkschaften für investigativen Journalismus. Von 2000 bis 2004 leitete er die Kultursendung Kulturnyheterna auf dem schwedischen Kanal SVT1. Ab 2004 zog er sich aus dem Fernsehgeschäft zurück und konzentrierte sich auf das Schreiben von Krimis.
Beginnend mit Die Bestie (2004) veröffentlicht er Krimis mit Börge Hellström. 2011 wurde er für Drei Sekunden mit dem Schwedischen Krimipreis sowie mit dem CWA International Dagger ausgezeichnet. Das Duo erhielt 2013 außerdem eine Dagger-Nominierung für Två soldater. 2005 erhielten die beiden außerdem den Skandinavischen Krimipreis für Die Bestie.
2014 begann eine Zusammenarbeit mit dem schwedischen Drehbuchautor Stefan Thunberg, deren beiden Romane Made in Sweden und die Fortsetzung Der Andere außerhalb von Schweden unter dem Pseudonym Anton Svenson veröffentlicht wurden. In Schweden werden die Romane als Rosland & Thunberg verkauft.

## Filmografie (Auswahl)
- 1994: Människor och Öden (mit Anne Lundberg)
- 1994: Den smutsiga städbranschen (mit Anna Hedenmo)
- 1995: Människor och Öden 2 (mit Anne Lundberg)
- 1996: Människor och Öden 3 (mit Anne Lundberg)
- 1996: Människor och Öden 4
- 1996: Rederiet bakom kulisserna
- 1997: Två syskon – Ett galler
- 1997: Alice
- 1997: Winstonmannen
- 1998: Lås in dom

(allesamt Dokumentationen für Sveriges Television)

## Werke

### Reihe Ewert Grens ermittelt
- Odjuret Stockholm: Piratförlaget 2004. ISBN 9789164201119 (verfilmt als Odjuret, 2012)
  - Die Bestie. Aus dem Schwedischen von Gabriele Haefs. Frankfurt am Main: S. Fischer 2009. ISBN 978-3-59651-088-7
- Box 21. Stockholm: Piratförlaget 2005. ISBN 9789164204011
  - Blasse Engel. Aus dem Schwedischen von Gabriele Haefs. Frankfurt am Main: S. Fischer 2007. ISBN 9783596165674
- Edward Finnigans upprättelse, Stockholm: Piratförlaget, 2006, ISBN 9789164201881
  - Todesfalle. Frankfurt am Main: S. Fischer 2009. ISBN 9783596176427
- Flickan under gatan, Stockholm: Piratförlaget 2007, ISBN 9789164202437
  - Blinder Glanz. Aus dem Schwedischen von Gabriele Haefs. Frankfurt am Main: S. Fischer 2009. ISBN 9783596176434
- Två soldater, 2012
  - Schattenkind.  Aus dem Schwedischen von Ulla Ackermann. Ullstein, Berlin 2025, ISBN 978-3-86493-281-6. Ewert Grens ermittelt
- Odjuret Stockholm: Piratförlaget 2004. ISBN 9789164201119 (verfilmt als Odjuret, 2012)
  - Die Bestie. Aus dem Schwedischen von Gabriele Haefs. Frankfurt am Main: S. Fischer 2009. ISBN 978-3-59651-088-7
- Box 21. Stockholm: Piratförlaget 2005. ISBN 9789164204011
  - Blasse Engel. Aus dem Schwedischen von Gabriele Haefs. Frankfurt am Main: S. Fischer 2007. ISBN 9783596165674
- Edward Finnigans upprättelse, Stockholm: Piratförlaget, 2006, ISBN 9789164201881
  - Todesfalle. Frankfurt am Main: S. Fischer 2009. ISBN 9783596176427
- Flickan under gatan, Stockholm: Piratförlaget 2007, ISBN 9789164202437
  - Blinder Glanz. Aus dem Schwedischen von Gabriele Haefs. Frankfurt am Main: S. Fischer 2009. ISBN 9783596176434
- Två soldater, Stockholm: Piratförlaget, 2012, ISBN 9789164222381
  - Schattenkind.  Aus dem Schwedischen von Ulla Ackermann. Ullstein, Berlin 2025, ISBN 978-3-86493-281-6

### Unter dem Pseudonym Anton Svensson zusammen mit Stefan Thunberg
- Björndansen, Piratförlaget, 2014
  - Made in Sweden. Aus dem Schwedischen von Lotta Rüegger und Holger Wolandt. Goldmann, München 2015, ISBN 978-3-442-31403-4.
  - Der Vater. Aus dem Schwedischen von Lotta Rüegger und Holger Wolandt. Goldmann, München 2017, ISBN 978-3-442-48601-4.
- En Bror Att Dö För, Piratförlaget, 2017
  - Der Andere. Aus dem Schwedischen von Lotta Rüegger und Holger Wolandt. Goldmann, München 2017, ISBN 978-3-442-31452-2.

### Zusammen mit Börge Hellström

#### Reihe Piet Hoffmann
- Tre sekunder (Piet Hoffmann 1), Stockholm: Piratförlaget, 2009, ISBN 9789164202949 (verfilmt als The Informer, 2019)
  - Drei Sekunden. München: Blanvalet Taschenbuch Verlag 2018. ISBN 9783734106699
- Tre Minuter (Piet Hoffmann 2), Stockholm: Piratförlaget, 2016, ISBN 9789164204622
  - Drei Minuten. München: Blanvalet Taschenbuch Verlag 2018. ISBN 9783734106705
- Tre Timmar (Piet Hoffmann 3), Stockholm: Piratförlaget, 2018
  - Drei Stunden. München: Blanvalet Taschenbuch Verlag 2019. ISBN 9783734106781